# 朱啟明
朱啟明（1899年—1958年11月17日）。四川省射洪縣金華人。民國37年（1948年）在四川省第九選區當選第一屆立法委員。

## 生平[1][2][3][4]
- 上海化學工業專門學校畢業
- 民國十五年（1926年），中國國民黨四川省射洪縣臨時黨部常務委員
- 民國十九年（1930年），中國國民黨四川省射洪縣黨務指導委員會常務委員
- 民國廿七年（1930年），中國國民黨四川省射洪縣執行委員會執行委員兼書記長，調查通信組組長
- 民國卅二年（1943年），中國國民黨四川省射洪縣黨部執行委員，執行委員會書記長
- 民國卅六年（1947年），中國國民黨四川省射洪縣黨團統一委員會委員
- 民國卅七年（1948年），中國國民黨四川省射洪縣黨部委員，書記長
- 中央訓練團黨政班第二期畢業
- 四川省射洪縣蠶桑局長、實業所長、建設局長、縣立第一高級小學校長、金華中學校長
- 四川省射洪縣參議會參議員
- 四川省參議會參議員
- 四川省射洪縣通俗教育杜社長
- 民國廿五年（1936年），四川省射洪縣總工會理事
- 民國卅七年（1948年），當選四川省第九選區立法委員
- 民國47年11月17日病逝[5]